# Comissió d'Investigació d'Accidents i Incidents d'Aviació Civil
La Comissió d'Investigació d'Accidents i Incidents d'Aviació Civil (CIAIAC) és un organisme oficial de caràcter nacional encarregat d'investigar accidents aeris ocorreguts dins del territori espanyol. Està adscrit a la Secretaria General de Transports del Ministeri de Foment, no a la Direcció general d'Aviació Civil.
Les investigacions de la CIAIAC no van dirigides a establir responsabilitats sinó que tenen un caràcter tècnic. El seu objectiu, per tant, és determinar què ha provocat els accidents aeris per prevenir-los en el futur. Després de cada accident la CIAIAC elabora un informe que conté l'anàlisi de l'accident, les conclusions que se n'extreuen i una sèrie de recomanacions de seguretat per tal que no es torni a repetir.
La CIAIAC elabora també una estadística detallada de tots els accidents i incidents aeris que es produeixen a l'Estat espanyol.
La seu de la CIAIAC és a Latina, Madrid.

## Membres
- Juan Pérez Mercader (físic), des del 2002